# Грабув-Шляхецький
Грабув-Шляхецький (пол. Grabów Szlachecki) — село в Польщі, у гміні Новодвур Рицького повіту Люблінського воєводства.
Населення — 914 осіб (2011).

## Демографія
Демографічна структура станом на 31 березня 2011 року:
|          | Загалом | Допрацездатний вік | Працездатний вік | Постпрацездатний вік |
| -------- | ------- | ------------------ | ---------------- | -------------------- |
| Чоловіки | 461     | 117                | 300              | 44                   |
| Жінки    | 453     | 126                | 236              | 91                   |
| Разом    | 914     | 243                | 536              | 135                  |